# 欧洲散裂中子源

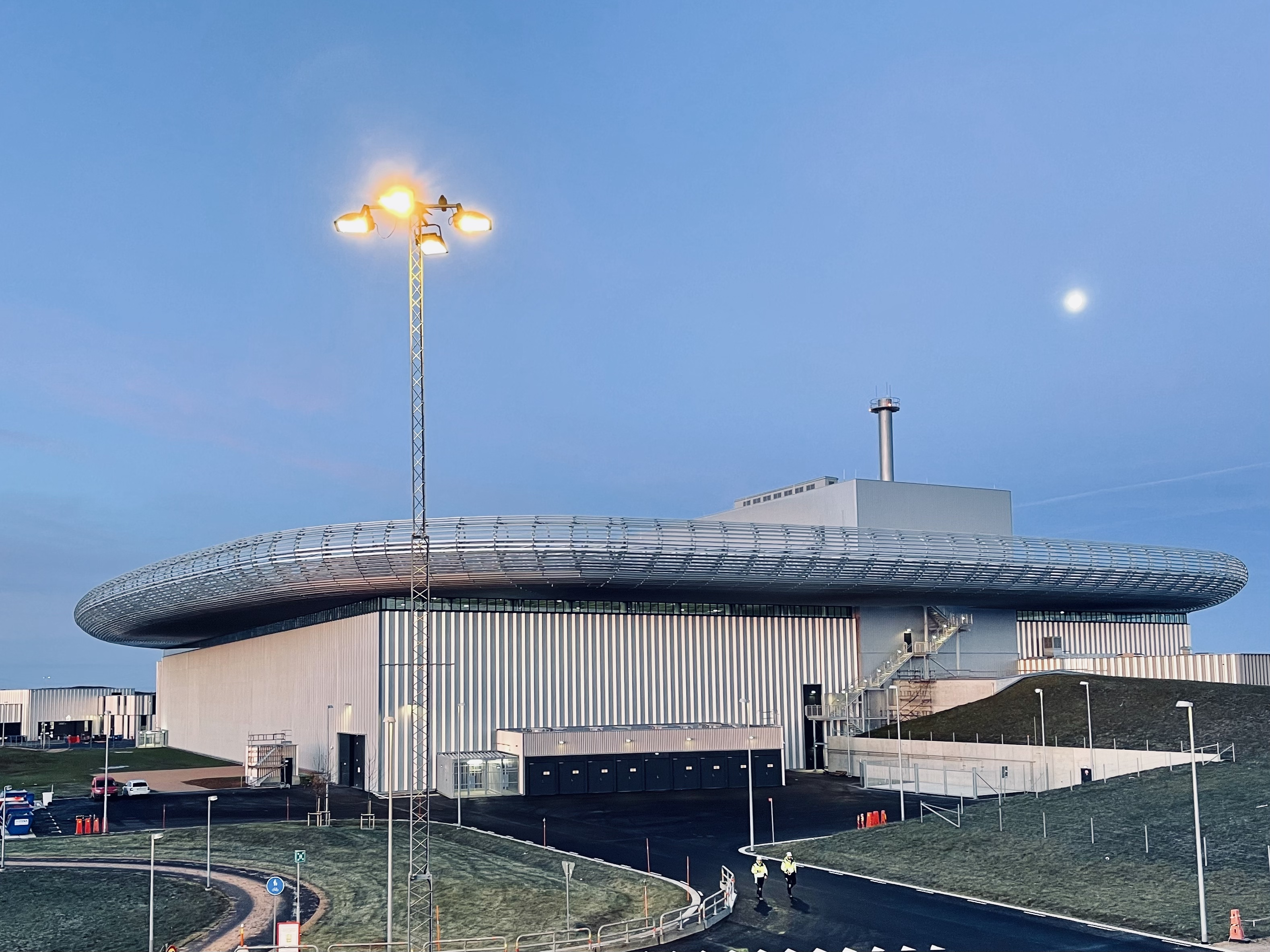
部分設施已經建成

欧洲散裂中子源（英語：European Spallation Source，縮寫ESS）位于瑞典隆德，是一所正在建设中的跨领域科研机构。它将拥有迄今世界上通量最高的脉冲散裂中子源。来自欧洲的17个国家携手建设和运营这所机构。实验设施建在隆德，数据管理和软件中心坐落于丹麦的哥本哈根。 项目预期于2019年输送出散裂中子，2023年提供给用户开展实验，并于2025年建设完工。
欧洲散裂中子源将为科学家提供其它中子源机构所无法达到的最高中子通量，为进一步研究原子核结构提供了更加完善的工具。
它的工作原理是由直线共振加速器产生高能离子束，并打向钨靶，在靶上产生的脉冲散裂中子经由慢化器减速，再由中子导管引向光谱仪。散裂过程产生的中子束能够为开展材料科学、化学、医学、生物工程和地球物理学等科学实验提供帮助。

## 历史
从70年代末开始，使用质子源的回旋加速器、同步加速器和直线加速器应运而生。由于质子和电子相比不容易受到伽马射线的干扰，因此被广泛使用。通过质子撞击靶子，并以脉冲形式散裂出来的中子，其最大通量远远高于核反应堆，而质子散裂过程中所产生的热量，又远远低于反应堆的核裂变，因此对冷却系统的要求降低了。
欧洲的中子研究到了90年代末，不仅具备了当时最先进的反应堆和加速器，并且还拥有一批熟悉这个前沿领域的年轻科学家。这些来自二十个欧洲国家的6000名科学家成为了散裂中子源的最初设计者。
在2003年到2009年之间，最先参与建设选址的德国和英国退出了竞争。与此同时，另外三个国家：匈牙利、西班牙和瑞典加入了这个竞争合作的申请行列。2009年5月28日，最终的建设选址定在瑞典的隆德，17个国家的科学顾问成立了指导委员会，各国的科技部长以及同时成立的法人董事会成为这个机构的名义所有者。
在2013年项目动工的时候，75%的建设费以现金的方式投入，另外25%的费用以其它方式投入。
欧洲散裂中子源于2015年10月1日加入欧洲科研基础设施财团。

## 应用范围
- 能源：深入正在使用中的太阳能电池、锂电池、热电材料、氢能源的存储材料，进而观察其性能和使用周期。[10][11][12]

- 医疗：X射线和电子散射对含有氢的生物样本具有破坏力，而中子则可以用作生物材料的三维成像。对病理的深入了解、配方有效药物、研究器官移植材料起了重要作用。[13]

- 农业：分析农作物分子结构的新陈代谢，提高其抵御虫害、疾病、干旱的能力。[14]

- 信息技术：分析数据存储材料的磁场结构。[15]

## 设施
欧洲散裂中子源包括加速器、靶站、中子散裂装置、光谱仪、冷却系统和综合控制系统。

### 加速器
生成离子源的是一台电子回旋共振加速器，低速离子先是被输送到无线电四极矩内，进行聚束和加速，当动能升高后被导入至漂移管内，之后进入超导射频腔再加速，加速后的高能质子束被引向靶站。
| 参数               | 单位 | 值   |
| ------------------ | ---- | ---- |
| 质子束平均动能     | 兆瓦 | 5    |
| 靶子数量           | 坐   | 1    |
| 项目预算内的光谱仪 | 台   | 22   |
| 质子束端口         | 个   | 48   |
| 慢化器             | 台   | 2    |
| 质子束端口间隔     | 度   | 5    |
| 质子电压           | 兆瓦 | 2.5  |
| 平均脉冲电流       | 毫安 | 50   |
| 脉冲波长           | 毫秒 | 2.86 |
| 脉冲频率           | 赫兹 | 14   |

### 靶站
靶站的主要功能是把加速器里的高能质子转化为低能中子。靶站吸收质子并通过散裂过程释放出高速中子，这个过程会产生高温，以及携带辐射的同位素副产品。包裹在靶子周围的慢化器用来给生成的中子减速，并运用环绕在靶站四周，重约7千吨的钢，来防止伽马射线和高速中子泄漏。靶子由钨制成，由氦气冷却。而用来缓解质子热能的慢化器，使用的是液态氢和水。

### 冷却系统
出于降低污染考虑，独立的靶站冷却系统负责给包裹在靶子外围的慢化器降温。而直线冷却系统则负责给加速器里的超导加速腔降温。测试机房冷却系统为通往实验室的中子束导管提供液态氦。直线和测试机房冷却系统共享氦气的回收，净化和存储。

### 综合控制系统
综合控制系统需要把所有设备连接起来而形成一整套工作体系。
- 为用户提供计算服务，监控，计时，设备和人身安保。
- 通过后端对设备的实时控制，提供前端控制界面。
- 设备数据管理和存储。
- 提供软件开发环境。
- 为控制中心提供人机界面、数据分析工具。